# Rakhine
Els rakhines arracanesos o aracanesos són els natius de l'estat de Myanmar anomenat Arracan o Arakan (Rakhine) i professen la religió budista.

## Història
Antigament, al segle xv o XVI, l'estat arracanès, amb capital a Mrak-U, arribava fins a més enllà de Chittagong i les muntanyes de Chittagong. En aquella època molts dels seus habitants exercien la pirateria al costat dels portuguesos, terroritzant les ribes marítimes i fluvials de Bengala, on se'ls coneixia com a maghs. Des del segle xvii, els bengalís musulmans han anat guanyant terreny sota l'empara, primer, dels sultans musulmans de Bengala i posteriorment dels colonitzadors britànics, dels quals van ser aliats en contra de la independència de Birmània.

## Societat
A Arracan, la immigració musulmana bengalí, un terç de la població, s'anomena a si mateixa Rohingya des de fa poques dècades, després d'haver-se definit, consecutivament i per avatars polítics, com a «índia» i «pakistanesa». La població nativa arracanesa, en vies de minorització, i la resta dels birmans, els continuen anomenant "indis" (oficialment, bengalís i informalment "kala" o "negres").
Els bengalís viuen als tres districtes del nord, on la població nativa arracanesa, de raça mongoloide, ha estat completament erradicada a diversos pobles o assimilada per casaments entre homes musulmans i dones budistes forçades a convertir-se a l'islam, religió que passa als seus descendents. La llengua dels bengalís d'Arracan, autodenominats rohingyas, és el dialecte bengalí de Chittagong, com en el cas, per exemple del premi Nobel Muhamad Yunus. Muhamad Yunus és també un dels noms més corrents entre els que des de fa poques dècades es fan anomenar rohingyas, per disfressar l'expansionisme musulmà bengalí, un fenomen que no és específic de Birmània, sinó que afecta també molts estats de l'Índia, com Assam, Meghalaya o Nagaland, on les poblacions natives, sovint mongoloides i cristianitzades, estan sent minoritzades per l'explosió demogràfica dels immigrants musulmans bengalís arribats durant el segle xx, tal com succeeix a Arracan.